# DJ Magazine
DJ Magazine, ou simplement et communément abrégé DJ Mag, est une revue mensuelle britannique spécialisée dans la musique électronique EDM, surtout connue pour ses deux classements annuels des 100 meilleurs disc jockeys et clubs du monde, qui font référence dans le domaine.
Chaque mois, le magazine est traduit pour la version portugaise, polonaise (depuis 2010), ukrainienne, lituanienne, chinoise, bulgare, espagnole, française, allemande, italienne et néerlandaise. La version francophone du magazine (pour la France et la Suisse) parait en octobre 2013. Elle est éditée par SARL DJ Mag basée à Lyon.

## Histoire
Une version antérieure du magazine est publiée à la fin des années 1980 sous le nom de Disc Jockey Magazine. Le nom est ensuite changé en Jocks Magazine, mais la publication fait l'objet d'un changement de marque peu après. À l'issue de ce processus, le premier numéro de DJ Magazine est lancé au milieu de l'année 1991 ; il s'agit au départ d'une publication hebdomadaire dont le premier rédacteur était Chris Mellor. À cette époque, le magazine était déjà le magazine de disc jockeys le plus vendu au Royaume-Uni et est largement considéré comme l'un des magazines de prédilection des scènes musicales house et rave en plein essor.
La première édition présente des artistes et groupes tels que Frankie Knuckles et les Ragga Twins. En 1992, le magazine décide de passer à une publication bihebdomadaire en raison de l'augmentation de la charge de travail, ce qui est resté en place jusqu'en 2008. Au cours des deux premières années, la rédaction du magazine vote pour le DJ de l'année : au départ, il s'agissait d'une liste restreinte, mais elle s'élargit ensuite pour devenir une liste Top 100 qui est apparue pour la première fois dans la 100e édition du magazine, le 21 octobre 1993. 
En 1994, le groupe Underworld figure sur la couverture, en partie grâce à son album. Parmi les autres artistes présentés cette année-là, il y a des noms connus comme Armand van Helden et Erick Morillo, mais aussi des DJ qui ont percé comme DJ rap. À l'été 1995, le magazine commence à présenter régulièrement Ibiza en raison de sa popularité croissante en tant que destination pour les clubs ; le magazine met également en place un stand à la Winter Music Conference qui se tient à Miami, aux États-Unis. En 1997, le magazine présente le nouveau duo britannique de house Basement Jaxx sur sa première page. Parmi les artistes et groupes qui font la couverture du magazine à la fin des années 1990, citons Jeff Mills, Deep Dish, Orbital, Laurent Garnier et Danny Tenaglia.
En 1999, le magazine présente en première page des DJ qui explorent l'essor de la trance. Le magazine consacre de nombreux articles à la consommation de drogues et à leur prévalence sur la scène de l'EDM.
À la fin de l'année 2000, le magazine lance sa premirèe ébauche de site web.. En novembre 2000, Highbury House Communications rachète Nexus, l'éditeur du magazine, et le magazine déménage ses bureaux de rédaction à Kentish Town, au nord de Londres. En 2001, la journaliste spécialisée dans la musique électronique Lesley Wright, qui est alors rédactrice en chef du magazine écossais M8, est engagée pour remplacer Chris Mellor au poste de rédacteur en chef, après avoir dirigé la rédaction pendant 10 ans.
Le format actuel du magazine comprend des sections sur l'actualité de l'industrie de la musique de danse, des articles réguliers, des critiques couvrant les clubs, l'EDM/dance, l'équipement technique ; il comprend également des listes actuelles du Top 100 ainsi qu'une couverture des événements EDM à venir. DJ Mag décerne un certain nombre de prix, notamment le Top 100 DJ Poll, le Top 100 Club Poll, le Top 100 Festivals Poll, les Best of British Awards et les Tech Awards.

## DJ MagTop 100
Le magazine publie chaque année deux listes, ou Top 100, l'une consacrée au disc jockeys depuis 1991, et l'autre consacrée aux boîtes de nuit depuis 2008. Au départ conçu par un choix éditorial du magazine, le classement devient public en 1997. En 2009, le vote se trouve lié à Facebook. Cette modification entraine également un changement dans la nature des votes du public : de DJs underground et ne passant pas ou peu en radio, le classement voit apparaitre des artistes pouvant produire des tubes mondiaux. Le succès à l'époque de David Guetta qui impose ses titres dans de multiples hit-parades mondiaux reste le tournant important de ce changement. La création musicale, avec des hits, devient indispensable pour atteindre les hautes marches du classement. La relation à Facebook entraine aussi une prédominance pour les disc jockeys ayant le plus grand nombre d'abonnés ; d'ailleurs, années après années, l’influence des réseaux sociaux est de plus en plus significative sur le Top 100. Le profil des votants a lui tendance à être modifié : historiquement venant des habitués des discothèques, les votes reçoivent aussi maintenant un public plus jeune, mineur, ne fréquentant jamais les clubs et consommant la musique électronique sur Youtube ou en streaming, « une sorte de fan club virtuel » où l'image et le marketing prennent le pas sur la seule prestation scénique. Malgré tout, quelques tête d'affiches restent accrochées depuis plusieurs années au haut du classement, notamment le trio van Buuren, Tiësto et Guetta.
Les disc jockeys britanniques Danny Rampling et Smokin Jo sont le premier homme et la première femme à être récompensés, alors que le néerlandais,, Armin van Buuren détient le record avec cinq récompenses dont quatre consécutives entre 2007 et 2010 (record de victoire consécutives également) et dix-huit années consécutives de présence dans le top 5. En parallèle, David Guetta est présent dans le top 10 depuis une décennie. L'argentin Alfredo Fiorito est le premier DJ non-européen à se classer dans le Top 3, en 1993. Pour les boîtes de nuit, l'espagnole Space est détentrice du record de trois premières places. Depuis 1999, les résultats des classements pour les DJs se basent sur le vote du public ; pour le classement 2016, c'est plus d'un million de personnes qui votent. Trackitdown.net participe au classement 2008, expliquant qu'« en offrant à chaque votant une chanson gratuitement téléchargeable de notre catalogue sur 350 000 titres depuis 10 000 labels, nous pouvons facilement démontrer que c'est facile de trouver son genre de musique électronique préféré en toute légalité. » L'attribution des récompenses aux artistes s'effectue dans le club Ministry of Sound de Londres, avant d'être déplacée en 2011 à l'Amsterdam Music Festival aux Pays-Bas, ce qui est toujours le cas en 2014, et les années suivantes. Le classement des clubs est lui aussi réalisé par un vote du public.

### Controverses
Un article publié en 2013 dans le magazine américain Huffington Post laisse penser que les disc jockeys payent pour obtenir une place dans la liste. Le journaliste, Kevin Yu, dans un article intitulé DJMag Top 100 (Marketable) DJs publié en juillet 2013 explique que : « Depuis quelques années, le classement DJ Mag a été critiqué car il ne représente pas le talent des artistes, mais plutôt le nombre de dollars qu'ils obtiennent grâce au marketing. » L'article va plus loin expliquant que « l'EDM se popularise significativement, et ce grâce uniquement à l'argent et au profit. Il y a une augmentation du nombre de méga clubs dans le pays qui incluent Hakkasan à Vegas et Create Nightclub à Los Angeles. Les festivals de musique électronique s'élargissent chaque année. Comment peut-on dépenser 35 millions $ dans le coût de production ? C'est ce que l'un des plus grands festivals (l'Electric Daisy Carnival) a dépensé. Et comme si ce n'était pas assez, il existe des agences qui « aident » les DJs à se hisser encore plus haut dans le DJ Mag Top 100. » En accord avec ces arguments, le DJ anglais Gareth Emery explique dans le même article : « Une fois, j'ai reçu un coup de téléphone assez bizarre d'une société aidant les DJs à se hisser dans le Top 100, pour m'informer que l'un de mes 'compétiteurs' (selon ses termes) avait dépensé 15 000 $ sur Twitter pour de la publicité, et que si je ne faisais pas de même, ça serait 'dur de rester dans le classement'. Bien sûr, je n'allais pas demander le nom de ce DJ, mais ça m'a donné la gerbe. » Yu lui demande : « Le DJMag s'est-il transformé en un concours de popularité ou y a-t-il toujours quelque chose à voir avec le talent des DJs ? » C'est pourtant bien de nos jours un classement de popularité basé sur les choix des votants.
Le DJ deadmau5, connu pour son franc parler, explique, dans une entrevue avec NME, qu'il n'y a plus rien à voir avec le talent du disc jockey ; il accuse David Guetta de « juste actionner la chanson et de presser le bouton play » et que ses live shows « manquent de talent et se basent que sur le playback. » La liste est également accusée de ne pas inclure d'autres styles de musique électronique et de montrer uniquement les DJs populaires les plus commerciaux. Les controverses sont également alimentées par le fait que les producteurs, tourneurs ou managers utilisent ce classement pour « négocier à la hausse ou à la baisse » le montant des prestations d'un DJ. Ce classement reste particulièrement important en Asie où les DJ se voient invités et payés en fonction de leur popularité et donc de leur position dans cette publication annuelle Cela dit, le magazine reconnait lui-même que son classement reste « prestigieux et polémique » mais souligne, en plus de sa « dimension internationale », que c'est « le plus gros sondage de l'industrie musicale » même s'il ne reflète pas forcément la diversité offerte par les musiques électroniques.

## Classements

### Top 3DJ Mag(depuis 1991)
| Top DJs votés par le magazine |                |                  |                     |
| Date                          | Première place | Deuxième place   | Troisième place     |
| 1991                          | Danny Rampling | Graeme Park (en) | Mike Pickering (en) |
| 1992                          | Smokin Jo      | -                | -                   |
| 1993                          | Aba Shanti-I   | Alfredo Fiorito  | Stu Allan (en)      |
| 1995                          | Judge Jules    | -                | -                   |
| 1996                          | Carl Cox       | -                | -                   |

| Top DJs votés par les lecteurs |                               |                           |                           |
| Date                           | Première place                | Deuxième place            | Troisième place           |
| 1997                           | Carl Cox (1)                  | Paul Oakenfold            | Sasha                     |
| 1998                           | Paul Oakenfold (1)            | Carl Cox                  | Judge Jules               |
| 1999                           | Paul Oakenfold (2)            | Carl Cox                  | Sasha                     |
| 2000                           | Sasha (1)                     | Paul Oakenfold            | John Digweed              |
| 2001                           | John Digweed (1)              | Sasha                     | Danny Tenaglia            |
| 2002                           | Tiësto (1)                    | Sasha                     | John Digweed              |
| 2003                           | Tiësto (2)                    | Paul van Dyk              | Armin van Buuren          |
| 2004                           | Tiësto (3)                    | Paul van Dyk              | Armin van Buuren          |
| 2005                           | Paul van Dyk (1)              | Tiësto                    | Armin van Buuren          |
| 2006                           | Paul van Dyk (2)              | Armin van Buuren          | Tiësto                    |
| 2007                           | Armin van Buuren (1)          | Tiësto                    | John Digweed              |
| 2008                           | Armin van Buuren (2)          | Tiësto                    | Paul van Dyk              |
| 2009                           | Armin van Buuren (3)          | Tiësto                    | David Guetta              |
| 2010                           | Armin van Buuren (4)          | David Guetta              | Tiësto                    |
| 2011                           | David Guetta (1)              | Armin van Buuren          | Tiësto                    |
| 2012                           | Armin van Buuren (5)          | Tiësto                    | Avicii                    |
| 2013                           | Hardwell (1)                  | Armin van Buuren          | Avicii                    |
| 2014                           | Hardwell (2)                  | Dimitri Vegas & Like Mike | Armin van Buuren          |
| 2015                           | Dimitri Vegas & Like Mike (1) | Hardwell                  | Martin Garrix             |
| 2016                           | Martin Garrix (1)             | Dimitri Vegas & Like Mike | Hardwell                  |
| 2017                           | Martin Garrix (2)             | Dimitri Vegas & Like Mike | Armin van Buuren          |
| 2018                           | Martin Garrix (3)             | Dimitri Vegas & Like Mike | Hardwell                  |
| 2019                           | Dimitri Vegas & Like Mike (2) | Martin Garrix             | David Guetta              |
| 2020                           | David Guetta (2)              | Dimitri Vegas & Like Mike | Martin Garrix             |
| 2021                           | David Guetta (3)              | Martin Garrix             | Armin van Buuren          |
| 2022                           | Martin Garrix (4)             | David Guetta              | Dimitri Vegas & Like Mike |
| 2023                           | David Guetta (4)              | Dimitri Vegas & Like Mike | Martin Garrix             |
| 2024                           | Martin Garrix (5)             | David Guetta              | Dimitri Vegas & Like Mike |

### Top 3 des clubs (depuis 2008)
| Date | Première place | Seconde place | Troisième place |
| ---- | -------------- | ------------- | --------------- |
| 2008 | Fabric         | Space Ibiza   | Amnesia         |
| 2009 | Berghain       | Fabric        | Space Ibiza     |
| 2010 | Sankeys        | Fabric        | Amnesia         |
| 2011 | Space Ibiza    | Fabric        | Green Valley    |
| 2012 | Space Ibiza    | Green Valley  | Pacha           |
| 2013 | Green Valley   | Space Ibiza   | Pacha           |
| 2014 | Space Ibiza    | Green Valley  | Pacha           |
| 2015 | Green Valley   | Space Ibiza   | Hakkasan        |
| 2016 | Space Ibiza    | Green Valley  | Amnesia         |
| 2017 | Space Ibiza    | Fabric        | Green Valley    |
| 2018 | Green Valley   | Ushuaïa       | Zouk Singapore  |
| 2019 | Green Valley   | Echostage     | Ushuaïa         |
| 2020 | Green Valley   | Hï Ibiza      | Echostage       |

### Positions détaillées
DJ ayant été au moins dans le top 3 depuis l'existence de ce classement :
| DJ   | Carl Cox | Paul Oakenfold | Sasha | Judge Jules | John Digweed | Paul van Dyk | Tiësto | Armin van Buuren | David Guetta | Avicii | Hardwell | Dimitri Vegas & Like Mike | Martin Garrix |
| ---- | -------- | -------------- | ----- | ----------- | ------------ | ------------ | ------ | ---------------- | ------------ | ------ | -------- | ------------------------- | ------------- |
| 1997 | 1        | 2              | 3     | 4           | 12           | 42           | -      | -                | -            | -      | -        | -                         | -             |
| 1998 | 2        | 1              | 5     | 3           | 7            | 6            | -      | -                | -            | -      | -        | -                         | -             |
| 1999 | 2        | 1              | 3     | 4           | 6            | 5            | -      | -                | -            | -      | -        | -                         | -             |
| 2000 | 5        | 2              | 1     | 6           | 3            | 4            | 24     | -                | -            | -      | -        | -                         | -             |
| 2001 | 7        | 4              | 2     | 11          | 1            | 4            | 6      | -                | -            | -      | -        | -                         | -             |
| 2002 | 8        | 5              | 2     | 7           | 3            | 4            | 1      | 27               | -            | -      | -        | -                         | -             |
| 2003 | 7        | 6              | 4     | 9           | 5            | 2            | 1      | 5                | -            | -      | -        | -                         | -             |
| 2004 | 11       | 9              | 4     | 14          | 8            | 2            | 1      | 3                | -            | -      | -        | -                         | -             |
| 2005 | 10       | 11             | 4     | 15          | 6            | 1            | 2      | 3                | 39           | -      | -        | -                         | -             |
| 2006 | 11       | 14             | 7     | 16          | 8            | 1            | 3      | 2                | 31           | -      | -        | -                         | -             |
| 2007 | 7        | 12             | 5     | 21          | 3            | 4            | 2      | 1                | 10           | -      | -        | -                         | -             |
| 2008 | 12       | 14             | 7     | 32          | 9            | 3            | 2      | 1                | 5            | -      | -        | -                         | -             |
| 2009 | 18       | 23             | 13    | 44          | 17           | 5            | 2      | 1                | 3            | -      | -        | -                         | -             |
| 2010 | 22       | 51             | 27    | 18          | 29           | 6            | 3      | 1                | 2            | 39     | -        | -                         | -             |
| 2011 | 31       | 69             | 53    | 67          | 55           | 11           | 3      | 2                | 1            | 6      | 24       | 79                        | -             |
| 2012 | 45       | 69             | -     | -           | 98           | 16           | 2      | 1                | 4            | 3      | 6        | 38                        | -             |
| 2013 | 46       | 92             | -     | -           | -            | 32           | 4      | 2                | 5            | 3      | 1        | 6                         | 40            |
| 2014 | 59       | -              | -     | -           | -            | 38           | 5      | 3                | 7            | 6      | 1        | 2                         | 4             |
| 2015 | 63       | -              | -     | -           | -            | 41           | 5      | 4                | 6            | 7      | 2        | 1                         | 3             |
| 2016 | 74       | -              | -     | -           | -            | 60           | 5      | 4                | 6            | 11     | 3        | 2                         | 1             |
| 2017 | 62       | -              | -     | -           | -            | 51           | 5      | 3                | 7            | 28     | 4        | 2                         | 1             |
| 2018 | 53       | -              | -     | -           | -            | 55           | 6      | 4                | 5            | 15     | 3        | 2                         | 1             |
| 2019 | 35       | -              | -     | -           | -            | 87           | 8      | 4                | 3            | -      | 12       | 1                         | 2             |
| 2020 | 34       | -              | -     | -           | -            | 50           | 16     | 4                | 1            | -      | 17       | 2                         | 3             |
| 2021 | 27       | -              | -     | -           | -            | 41           | 15     | 3                | 1            | -      | -        | 5                         | 2             |
| 2022 | 22       | -              | -     | -           | -            | 38           | 15     | 5                | 2            | -      | 43       | 3                         | 1             |
| 2023 | 26       | -              | -     | -           | -            | 45           | 23     | 5                | 1            | -      | 37       | 2                         | 3             |
| 2024 | 31       | -              | -     | -           | -            | 37           | 23     | 6                | 2            | -      | 11       | 3                         | 1             |
| Moy  | 26       | 22             | 9     | 18          | 17           | 23           | 6      | 4                | 8            | 13     | 7        | 13                        | 6             |

## Récompenses
- IDMA Best Music Publication 2003[42]
- IDMA Best Music Publication 2004[43]
- IDMA Best Music Publication 2005[44]
- IDMA Best Music Publication 2006[45]
- IDMA Best Music Publication 2007[46]
- IDMA Best Music Publication 2008[47]
- IDMA Best Music Publication 2009[48]
- IDMA Best Music Publication 2010[49]
- IDMA Best Music Publication 2011
- IDMA Best Music Publication 2012